# CNP Seguradora
CNP Seguradora é uma empresa brasileira do setor de seguros, fundada em 2001, com atuação destacada em seguros de vida, previdência, capitalização, consórcios e planos odontológicos.
A companhia é parte do grupo francês CNP Asssurances, seu acionista majoritário, e formou uma joint venture com a Caixa Econômica Federal, o maior banco público do Brasil. Em 2023, após uma reorganização societária, a empresa passou a operar com uma marca própria. Suas subsidiárias CNP Capitalização, CNP Consórcio, Previsul e Odonto Empresas passaram a operar de forma integrada sob a nova marca.

## História e Desenvolvimento Empresarial
A presença da CNP Seguradora no Brasil começou em 2001, quando a seguradora francesa CNP Assurances, sua acionista majoritária, formou uma sociedade com a Caixa Econômica Federal, o maior banco público do país, fundado em 1861.
Em 2023, a empresa passou a operar sob uma nova marca própria, preservando o DNA da CNP Assurances: a CNP Seguradora. As empresas CNP Capitalização, CNP Consórcio, Previsul e Odonto Empresas adotaram a nova marca e começaram a atuar de maneira integrada.

## Modelo de Negócio
A CNP Seguradora adota um modelo de negócios baseado em parcerias do tipo B2B2C (Business to Business to Consumer). Por meio dessa abordagem, a empresa distribui seus produtos de seguros por intermédio de instituições financeiras e varejistas, como, Correios, XP Investimentos, BRB, Carrefour, Lojas Americanas, Cresol, entre outros. Esse modelo permite que a CNP Seguradora alcance uma base diversificada de consumidores por meio dos canais de distribuição de seus parceiros.

## Estrutura Empresarial
Atualmente, a CNP Seguradora atua nos seguintes segmentos através de suas subsidiárias:
- Seguros: Previsul
- Capitalização: CNP Capitalização
- Consórcio: CNP Consórcio
- Planos Odontológicos: Odonto Empresas

## Compromisso ESG
A CNP Seguradora adota práticas voltadas para ESG (Environmental, Social, and Governance) em sua estratégia corporativa. A empresa implementa políticas focadas na sustentabilidade, diversidade e inclusão, além de apoiar iniciativas que buscam reduzir impactos ambientais. Essas práticas são parte integrante dos fóruns de governança da companhia, que se posiciona como referência no setor de seguros no Brasil.

## Projeto Conexão Amazônia
A CNP Seguradora, por meio de sua acionista CNP Assurances, investiu R$ 2,5 milhões no Projeto Conexão Amazônia, coordenado pelo Instituto de Conservação e Desenvolvimento Sustentável da Amazônia (Idesam). O projeto apoia a geração de renda e o empreendedorismo de aproximadamente 500 famílias no estado do Amazonas. As atividades incluem a produção de óleos vegetais, castanhas e móveis sustentáveis, além do plantio de mais de 5 mil árvores para a restauração de áreas degradadas.